# 凸坊新畫帖 名案の失敗
『凸坊新畫帖 名案の失敗』（でこぼうしんがちょう めいあんのしっぱい）は、1917年（大正6年）2月初旬公開の下川凹天による日本国産最初期のアニメ映画である。本作を日本最古のアニメ映画とする説もある。2018年現在、現存が確認されたフィルムはない。
1917年1月に公開された『凸坊新畫帖 芋助猪狩の巻』と同一作品と推定される（後述）。当時の映画雑誌には1月の封切作品として『芋助猪狩の巻』が紹介されており「我邦で最初の試みとして成功せるものか」との記述があることから本作が下川最初の封切作品とする説が現在最も有力である。

## 概要
最古の日本アニメとしては今まで、下川凹天が1917年1月に公開したとされる『芋川椋三玄関番の巻』とされてきたが、独バイエルン州立図書館の研究員が、当時の映画誌『キネマ・レコード』などを精査した結果、『芋川椋三玄関番の巻』公開は1917年4月であり、それに先んじる同年2月初旬に、本作が公開されていたことを示す記載が発見されたという。
このことから日本最古のアニメ映画を本作とする可能性も出てきている。ただし作者自身は雑誌「映画評論」1934年7月号に掲載された下川凹天の回想記事「日本最初の漫畫映畫製作の思ひ出」において、最初に制作した作品が『芋川椋三玄関番の巻』他2本であると述べている。
しかし『芋川椋三玄関番の巻』は当時の雑誌に掲載されている1917年1月の劇場上映作品リストに本作品の名前は存在しないこと、作品そのものについての資料が残っていないこと、初公開は1917年4月と記述された記録も存在することなどもあり詳細は定かでない（当時のアニメ映画作品の記録は、映画雑誌などに不完全な形でしか残っていないため非常に曖昧なものとなっている）。
また『名案の失敗』について「第二次線畫トリツク（＝2つ目のアニメ作品）」とする記事が当時の雑誌に残っているなど当時の記事などで事実誤認があったものとみられるが真偽は不明（映画誌『キネマ・レコード』1917年5月号において『芋川椋三玄関番の巻』が「天活第三次の線畫トリツクだ」とする記述もある）。
また映画誌『活動写真雑誌』1917年3月号には下川凹天作『凸坊新畫帖 芋助猪狩の巻』が1月の封切作品として東京・浅草キネマ倶楽部で公開された旨の記述が存在しており、当時は劇場によって題名を改変する事があったことを踏まえ、『猪狩の巻』は『名案の失敗』と同じ作品であるとする見方もある。
ちなみにタイトルにある凸坊は、幸内の師匠に当たる北澤楽天が当時『時事新報』日曜版に連載していたマンガ『茶目と凸坊』に便乗してつけられたものと思われる。この『茶目と凸坊』は非常な人気で、当時のアニメ映画は（たとえ外国産のものであっても）タイトルに「茶目」や「凸坊」などの名前が勝手につけられていたのである。

## 作品内容
推測の域を出ないが、イノシシを生け捕りにしようと落とし穴を掘って、主人公が落ちてしまう内容と考える見方がある。

## スタッフ
- 演出・作画 ‐ 下川凹天
- 企画・製作・配給 ‐ 天然色活動写真
- 興行 ‐ キネマ倶楽部